# Juri Nikolajewitsch Iwanow
Juri Nikolajewitsch Iwanow (russisch Юрий Николаевич Иванов; * 8. Juni 1928 in Leningrad; † 22. Juli 1994 in Kaliningrad) war ein russischer Schriftsteller.

## Leben
Iwanow überlebte die Leningrader Blockade. Nach der Eroberung Königsbergs durch die Rote Armee kam er mit einem Musikbestattungskommando in die Stadt. Er suchte und fand seinen Vater, der als Oberst im Stab der 11. Gardearmee (Rote Armee) eine Sonderfahndungsgruppe leitete; sie suchte nach dem Archiv des Frauenburger Domkapitels. Juri Iwanow besuchte in Kaliningrad die Oberschule, die ehemalige Burgschule (Königsberg). Zum Studium kam er an die Sporthochschule seiner Heimatstadt. Danach fuhr er 14 Jahre lang zur See.
In den 1950er Jahren begann er Erzählungen zu schreiben und Königsbergs Bedeutung für die Kulturgeschichte Europas zu erkennen. Er wurde 1966 Mitglied des Schriftstellerverbandes der UdSSR und absolvierte 1969 Kurse für russische Hochliteratur. Sein Engagement war immer auch auf seine neue Heimatstadt Kaliningrad ausgerichtet. Indem er trotz widrigster Umstände die Lebensgeschichte der historischen Persönlichkeiten erforschte, näherte er sich dem alten Königsberg. 1987, im Jahr nach dem Beginn der Perestroika, gründete er den Kulturfonds Kaliningrad, den er als Vorsitzender leitete. In den dramatischen Jahren vor dem Fall des Eisernen Vorhangs setzte er sich für eine Öffnung der Oblast Kaliningrad ein.
So bald es möglich war, unternahm er Reisen nach Deutschland, nach Kiel, Duisburg und Flensburg, zum Kulturzentrum Ostpreußen in Ellingen (Juli 1990) und zum Ostpreußischen Landesmuseum in Lüneburg. Das Museum Stadt Königsberg besuchte er im Frühjahr 1991 – als erster Besucher aus Kaliningrad. Zur selben Zeit wurde die Oblast Kaliningrad geöffnet. Viele Königsberger machten sich auf den Weg in die russisch und fremd gewordene Heimat. Dass sie freundlich, neugierig und verständnisvoll empfangen wurden, war nicht zuletzt Juri Iwanow und seinen mehr als 30 Büchern zu verdanken.

„Wir müssen in Frieden miteinander leben!“

Einen Monat vor Iwanows Tod, am 17. Juni 1994, erhielt der wiedererstandene Königsberger Dom die Turmspitze. Die Turmkugel enthält Iwanows Wunsch, dass der Dom wieder das Zentrum des kulturellen und geistigen Lebens werde. Mit 66 Jahren gestorben, wurde Iwanow auf dem städtischen Friedhof am Prospekt Mira (Kaliningrad) beigesetzt.

## Gedenken
- Im Jahr 2010 wurde die kommunale Kinderbibliothek Nr. 15 in Kaliningrad, uliza Kosmonawta Leonowa 72 (früher Hindenburgstraße), nach ihm benannt. Dort befindet sich auch ein an ihn erinnernder musealer Raum.[3][4]

## Werke
- Schiffbrüchig im Tropenmeer. Verlag Kultur und Fortschritt, Berlin 1966.
- Die goldene Korifena. 1966; dt.: Verlag Progress, Moskau 1971.
- Von Kaliningrad nach Königsberg – auf der Suche nach verschollenen Schätzen. Rautenberg, Leer 1991.
- mit Mariola Malerek: Königsberg und Umgebung, 2. Aufl. Laumann, Dülmen 1998.
- mit Christoph Niess und Katharina Kaiser: Mit den Augen der anderen. Fotografie – Begegnung. Berlin-Schöneberg Kunstamt 1998. ISBN 3926643056.